# Tres Cantos
Tres Cantos är en stad och kommun i den autonoma regionen Madrid i centrala Spanien. Staden ligger cirka 21 kilometer norr om centrala Madrid. Kommunen har 52 932 invånare (2024), på en yta av 37,93 km². Tres Cantos skapades genom stadsplanering som en satellitstad till Madrid på 1970-talet. Det är den yngsta kommunen i Madridregionen.

## Historia
Tres Cantos började byggas 1971 på uppdrag av diktatorn Francisco Franco på mark som låg inom kommunen Colmenar Viejo. Inflyttning inleddes år 1982, och 1991 ombildades Tres Cantos till en separat kommun. Utvecklingen av infrastrukturen har sedan fortsatt i jämn takt, med ytterligare befolkningsökning.

## Kommunen
Tres Cantos är byggd runt en konstgjord sjö och park, med områden (sektorer) avsedda för bostäder, kommunala ändamål och för industri. Den har många parker, gröna zoner för fotgängare, fontäner, och flera kommunala inrättningar såsom bibliotek, kulturellt centrum och stadshus.
Det finns två stora katolska församlingar i Tres Cantos, en baptistkyrka (ungefär 80 medlemmar) och en pingstkyrka.
Motorvägen från Madrid, M-607, går nära förbi Tres Cantos på dess västra sida och fortsätter mot Colmenar Viejo.

## Vänorter
Tres Cantos har följande vänorter:
- Nejapa, El Salvador
- Aghwinit, Västsahara
- Saint-Mandé, Frankrike
- Mbini, Ekvatorialguinea